# ایرک (شهرستان چیشمینسکی، باشقیرستان)
ایرک (انگلیسی: Irek, Chishminsky District, Republic of Bashkortostan) یک شهرک در شهرستان چیشمینسکی در استان باشقیرستان کشور روسیه است.